# Desulfonispora
Desulfonispora è un genere di batterio appartenente alla famiglia delle Peptococcaceae.